# 멕시코 육군
멕시코 육군(스페인어: Ejército Mexicano)은 육공 연합 지부이고 멕시코군의 가장 큰 부분이며, 국방군으로도 알려져 있다.
육군은 국방부 사무국(SEDNA)의 권한 하에 있으며 국방부 장관이 지휘한다.
자주식 소총인 몬드라곤 소총을 채택 (1908년)하고 사용 (1910년)한 최초의 군대였다. 멕시코군은 300,000명의 남성과 여성으로 구성된 현역 부대를 가지고 있다.

## 역사

### 멕시코 독립 전쟁
1810년 9월 16일 이른 아침, 미겔 이달고 이 코스티야의 군대는 독립 운동을 시작했다. 이달고는 그의 충실한 동료들, 그들 중 마리아노 아바솔로, 그리고 칼, 창, 새총, 그리고 막대기를 갖춘 작은 군대와 함께 따라왔다. 장군 이그나시오 아옌데는 독립 전쟁의 첫 단계에서 반란군의 군사적 브레인이었고 스페인 왕립 군대에 대해 몇 번의 승리를 확보했다. 그들의 군대는 약 5,000명이었고 나중에 그것의 구성원들이 차례로 반란 대의에 보병 대대와 기병 중대를 기여했던 여왕의 연대의 중대들에 의해 합류되었다.
스페인 사람들은 과나후아토에 있는 알혼디가 데 그라나디타스 공공 곡창지대를 방어하는 것이 중요하다고 보았다. 반란군들은 과나후아토로 들어가 알혼디가를 포위하기 시작했다. 피필라족 후안 호세 데 로스 레예스가 적의 포화로부터 자신을 보호하기 위해 등에 돌 판을 끼워 불을 지피기 위해 횃불을 들고 알혼디가의 큰 나무 문으로 기어갈 때까지 저항군들은 큰 사상자를 냈다. 이 묘기로 저항군들은 간신히 문을 내려 건물 안으로 들어가 그것을 제압했다. 이달고는 바야돌리드(현재 모렐리아)로 향했는데, 그곳은 거의 반대 없이 점령되었다. 반란군은 당시 6만 명이 넘는 병력이 있었지만, 대부분 화살, 막대기, 경작 도구를 가진 빈약한 무장을 한 사람들로 구성되어 있었다. 스페인 주식에서 빼앗은 총 몇 자루를 가지고 있었다.
아쿨코에서 칼데론 백작 펠릭스 마리아 칼레야와 돈 마누엘 데 플론 (그리고 200명의 보병, 500명의 기병, 12개의 대포로 구성된)이 지휘하는 스페인 왕립 군대는 몬테 데 라스 크루세스 전투에서 얻은 대포뿐만 아니라 많은 사람들을 잃은 반란군들을 물리쳤다. 1810년 11월 29일, 이달고는 그의 정부와 반란군을 조직했던 누에바갈리시아의 수도인 과달라하라에 입성했다. 그는 또한 노예제를 폐지하는 법령을 발표했다.
과달라하라 할리스코 시 근처의 칼데론 다리에서 반란군들은 왕정주의자들과 치열한 전투를 벌였다. 격렬한 전투 동안, 반란군들의 탄약차 중 하나가 폭발했고, 이것이 그들의 패배로 이어졌다. 반란군들은 그들의 모든 대포, 장비의 많은 부분과 많은 사람들의 목숨을 잃었다.
1820년 말이 되어서야 반란군들의 가장 피에 굶주린 적들 중 한 명인 아구스틴 데 이투르비데가 반란군의 지도자들 중 두 명인 비센테 게레로와 과달루페 빅토리아와 관계를 수립했다. 게레로와 빅토리아는 멕시코 독립을 위한 이투르비데의 계획을 지지했고, 이투르비데는 에예르시토 트리가란테, 즉 3개의 보증군의 사령관으로 임명되었다. 이 새로운 동맹으로, 그들은 1821년 9월 27일 멕시코시티에 입성할 수 있었고, 이것은 멕시코 독립 전쟁을 끝냈다.

### 멕시코 혁명

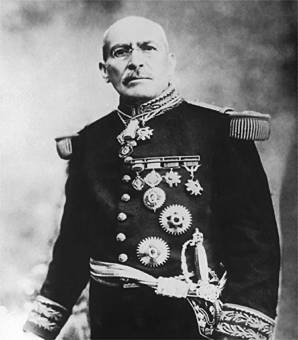
1913년 민간인 대통령 프란시스코 마데로를 전복시킨 빅토리아노 우에르타 장군

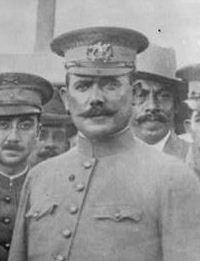
혁명 장군 알바로 오브레곤, 후에 멕시코의 대통령

포르피리오 디아스의 축출은 프란시스코 마데로를 멕시코의 대통령으로 선출된 부유한 지주 가문의 일원으로 보았다. 마데로는 그를 집권하게 한 혁명 세력에 의해 압도당했음에도 불구하고 연방군을 유지했다. 1913년 2월 피비린내 나는 쿠데타로 빅토리아노 우에르타 장군은 마데로를 축출했다. 우에르타 정권에 반대하는 세력들은 그에 대항하여 연합했는데, 특히 북쪽의 입헌주의자들이었다. 이들은 민간인인 베누스티아노 카란사가 "제1대 추장"으로서 이끌었고, 다수의 장군들, 그러나 가장 눈에 띄는 것은 알바로 오브레곤과 판초 비야가 이끄는 군대를 지휘했다. 모렐로스주에서는 에밀리아노 사파타가 이끄는 군대에 의해 극심한 게릴라 전쟁이 벌어졌다. 우에타를 지원하는 연방군은 자카테카스 전투에서 패배했고 1914년에 마침내 해체되었고 오브레곤의 입헌군으로부터 새로운 정부군이 만들어졌다. 사파타는 1919년에 암살되었고, 비야는 매수되어 멕시코 북부에서 시민 생활을 시작했지만 1923년에 암살되었다. 1920년 이후의 군사 이후 단계 동안, 많은 입헌군 지도자들은 멕시코의 알바로 오브레곤 (1920년~1924년), 플루타르코 엘리아스 카예스 (1924년~1928년), 라사로 카르데나스 (1934년~1940년), 그리고 마누엘 아빌라 카마초 (1940년~1946년)의 대통령이 되었다. 라사로 카르데나스가 플루타르코 엘리아스 칼레스에 의해 설립된 정당을 다시 조직했을 때, 그는 멕시코의 여러 그룹의 부문별 대표를 만들었는데, 그 중 하나는 멕시코 군대였다. 1946년에 일어난 정당의 후속적인 조직 개편에서, 제도혁명당은 더 이상 군대를 위한 별도의 부문이 없었다. 1946년 이후 멕시코의 대통령이 된 군인은 없다.

### 현대 시대

#### 혁명기

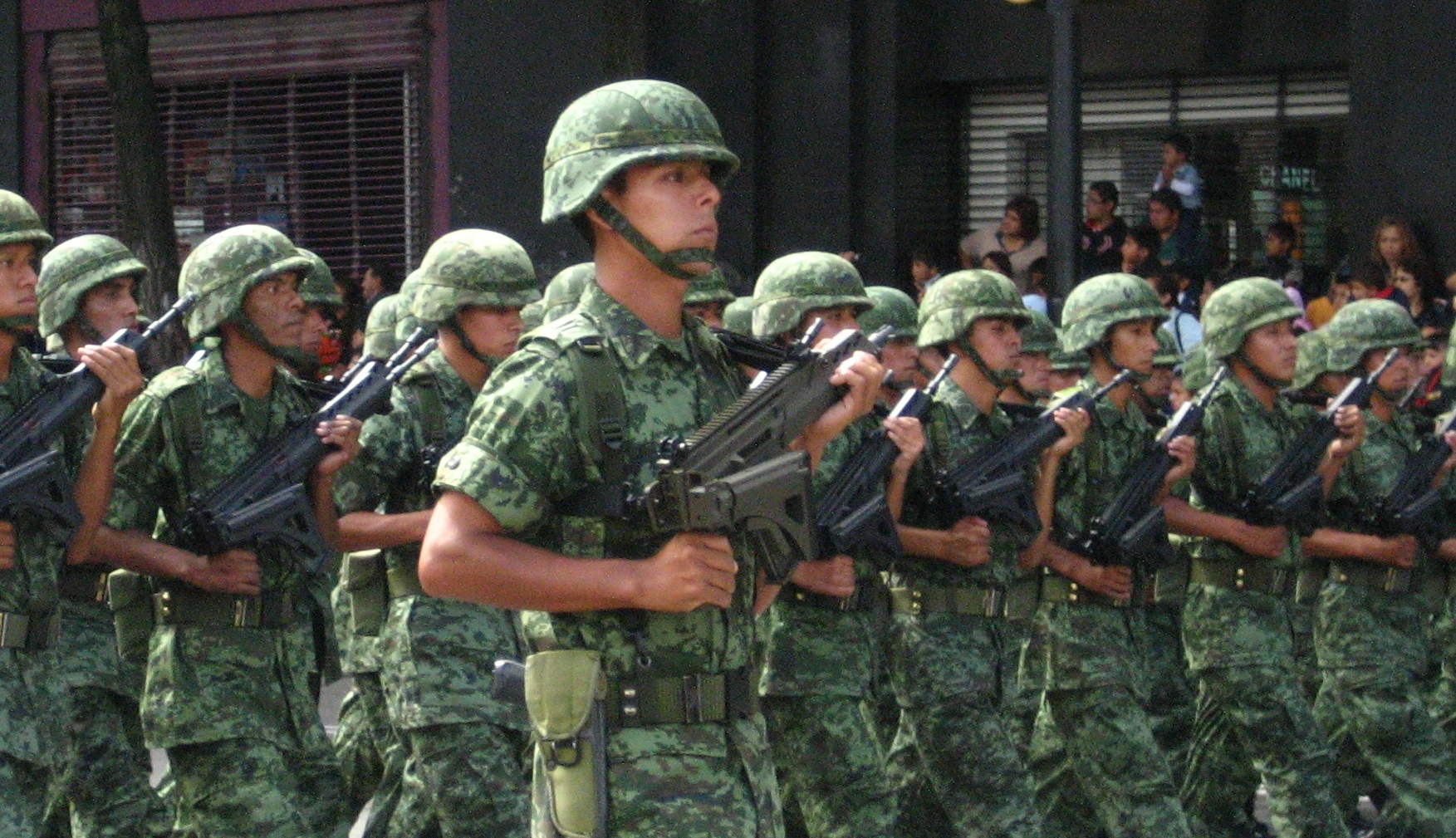
2009년 멕시코 독립기념일 퍼레이드에서 퍼레이드 중인 멕시코 군인들이 멕시코 FX-05 슈코아틀 돌격소총을 들고 있다.

포르피리오 디아스 정권의 종말은 혁명 장군들에 의해 이끌어진 수많은 지역 세력의 부활을 목격했다. 1920년대에 8만 명 이상의 멕시코인들이 무장 해제되었고, 소수만이 중앙 권력에 복종하는 정규군의 일부를 형성했다. 1920년대 동안, 새로운 정부는 혁명 악단을 해체하고, 육군사관학교를 재개관하고, 참모대학을 설립하고, 급여를 인상하고 정규군의 계급과 파일의 복무 조건을 개선했다. 1927년 실패한 장군들의 반란에도 불구하고, 그 결과는 중앙 정부에 복종하는 전문적인 군대였다.
이 기간 동안 육군은 이전에 필요했던 20개 기마병 연대, 10개 보병 대대 및 대부분의 전문 철도 부대의 해체를 통해 수가 감소했다. 1937년 경차, 기계화 보병 및 모터화 대공 포대의 회사 설립과 함께 가속화된 현대화 과정이 시작되었다.
1930년대에 장교단의 정치적 역할은 집권 혁명당에 의해 축소되었고 노동자 민병대가 설립되어 일반 군대보다 2:1로 수가 많았다. 제2차 세계 대전이 끝날 무렵 멕시코 육군은 정치적 관여보다는 국방에 중점을 둔 엄격하게 전문적인 군대가 되었다.

#### 멕시코 마약 전쟁
비록 마약 카르텔 간의 폭력이 전쟁이 시작되기 훨씬 전부터 발생해 왔지만, 정부는 1990년대와 21세기 초 동안 카르텔 폭력에 대해 대체로 소극적인 입장을 견지했다. 2006년 12월 11일, 새로 선출된 펠리페 칼데론 대통령이 미초아칸주에 6,500명의 연방군을 보내 그곳에서 마약 폭력을 종식시켰을 때, 그것은 바뀌었다. 이 행동은 카르텔 폭력에 대해 행해진 첫 번째 주요 보복으로 여겨지고, 일반적으로 정부와 마약 카르텔 간의 전쟁의 시작점으로 여겨진다. 시간이 흐르면서, 칼데론은 그의 마약 반대 운동을 계속 확대했고, 현재 약 4만 5,000명의 병력이 주 및 연방 경찰과 함께 참여하고 있다.
최근 멕시코군은 마약밀매에 대한 노력에 크게 참여하고 있다. 예를 들어 마약밀매에 반대하는 작전은 "국가집행부가 군대에 부여하는 임무에서 마약밀매에 반대하는 항구적인 캠페인에서 멕시코 육군과 공군의 성과가 적절하게 유지된다"는 것과 관련하여 그 목적을 설명하고 있다. 멕시코 미국 헌법 제89조 제6항에 따르면, 멕시코군이 국가 국경 안팎에서 국가 안보의 임무를 수행하도록 보장하는 것은 멕시코군 최고사령관으로서의 의무이기 때문이다.

## 구조

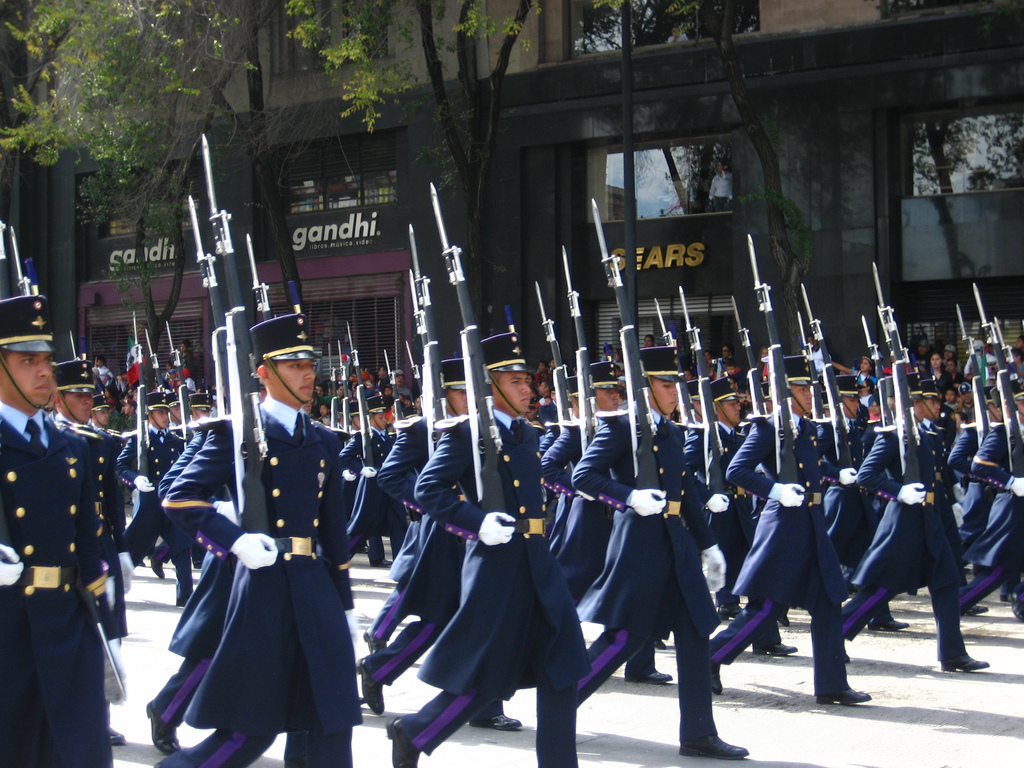
2012년 7월 27일 멕시코시티에서 열린 멕시코 독립기념일 열병식에서 멕시코 공군 사관생도들이 행진하고 있다.

육군은 국방부 사무국 또는 SEDNA의 권한 아래 있고 중앙 정부의 구성원이자 (유일한) 4성 장군인 국방부 장관이 이끈다. 그의 상대역은 중앙 정부의 구성원이자 유일한 4성 장군인 해군 장관이다.
국방사무국은 국가본부, 영토사령부, 독립부대의 3가지 구성요소를 가지고 있다. 국방장관은 중앙집권적 지휘체계와 다수의 장군들을 통해 복무를 지휘하고 장관이 임명 및 경감하는 사단장급 장교인 육군사령관실을 통해 육군의 전반적인 지휘권을 위임한다. 육군은 본부 내에 수정된 대륙군 참모체계를 사용한다. 멕시코 공군은 SEDNA 산하에서 별도의 복무를 한다. 중등교육을 마친 경우 18세부터 21세까지, 고등학교를 마친 경우 22세까지 인력충원이 이루어진다. 정규군에서는 22세 이후의 충원이 불가능하며 보조직만 가능하다. 2009년 기준 멕시코 육군 신병의 초임은 월 6,000 멕시코 페소(US$500)였으며, 전사자 미망인들을 위한 월 10,000 페소(약 US$833)의 종신 연금이 있다.
멕시코 육군의 주요 부대는 10개의 보병 여단과 다수의 독립 연대 및 보병 대대이다. 군대의 주요 기동 요소는 3개의 군단으로 구성되며, 각각은 3~4개의 보병 여단 (및 기타 부대)으로 구성되며, 모두 멕시코시티 및 수도권을 거점으로 한다. 여단 편성과는 별개로, 독립 연대 및 대대는 국가의 12개 군사 지역별로 구역별 수비대 (총 52개)에 배치된다. 일반적으로 약 300~350명의 병력으로 구성된 보병 대대는 각 구역에 배치되며, 특정 구역에는 추가로 엔진이 달린 기병 연대 또는 포병 연대가 할당된다.

## 군수공업
21세기가 시작된 이래로, 육군은 다른 미국 국가의 군대와 경쟁하기 위해 꾸준히 현대화를 해왔고, 멕시코에서 설계된 FX-05 소총의 국내 생산과 군용 전자제품 및 방탄복과 같은 국내 군사 시스템의 연구, 설계 및 제조에 전념하기 위해 지출과 외국 장비에 대한 의존도를 줄이기 위한 특정 조치를 취했다.

## 같이 보기
- 멕시코 해군
- 멕시코 공군